# Noriko Baba
Noriko Baba (馬場 典子, Baba Noriko, Tokio, 4 mei 1977) is een Japans voormalig voetbalster.

## Carrière

### Clubcarrière
Baba begon haar carrière in 1994 bij Nippon TV Beleza. Met deze club werd zij in 2000, 2001, 2002, 2005 en 2006 kampioen van Japan. In 2006 beëindigde zij haar carrière als voetbalster.

### Interlandcarrière
Baba maakte op 3 augustus 2001 haar debuut in het Japans vrouwenvoetbalelftal tijdens een wedstrijd tegen Zuid-Korea. Ze heeft vijf interlands voor het Japanse vrouwenelftal gespeeld.

## Statistieken
| Japans vrouwenvoetbalelftal | Japans vrouwenvoetbalelftal | Japans vrouwenvoetbalelftal |
| Jaar                        | Wed.                        | Dlp.                        |
| --------------------------- | --------------------------- | --------------------------- |
| 2001                        | 4                           | 0                           |
| 2002                        | 1                           | 0                           |
| Totaal                      | 5                           | 0                           |